# Estació de Bon Pastor
Bon Pastor és una estació de la L9/L10 del metro de Barcelona. En aquesta estació del Tram 4 (La Sagrera – Can Zam / Gorg) hi tenen parada trens de la L9 Nord i la L10 Nord. Se situa al carrer de Sant Adrià a l'altura del carrer d'Enric Sanchis, molt a prop del mercat de Bon Pastor i d'una zona escolar. L'estació té un sol accés amb escales mecàniques i ascensors.
La previsió inicial era obrir l'estació l'any 2004 i posteriorment l'any 2008. però donats els contratemps no es va posar en funcionament fins al 18 d'abril del 2010.
| Metro de Barcelona     |                  |       |              |                        |
| Procedència/Destinació | <                | Línia | >            | Procedència/Destinació |
| La Sagrera             | Onze de Setembre |       | Can Peixauet | Can Zam                |
| La Sagrera             | Onze de Setembre |       | Llefià       | Gorg                   |
| Projectat              |                  |       |              |                        |
| Aeroport T1            | Onze de Setembre |       | Can Peixauet | Can Zam                |
| Pratenc                | Onze de Setembre |       | Llefià       | Gorg                   |

## Accessos
- Carrer de Sant Adrià

## Galeria

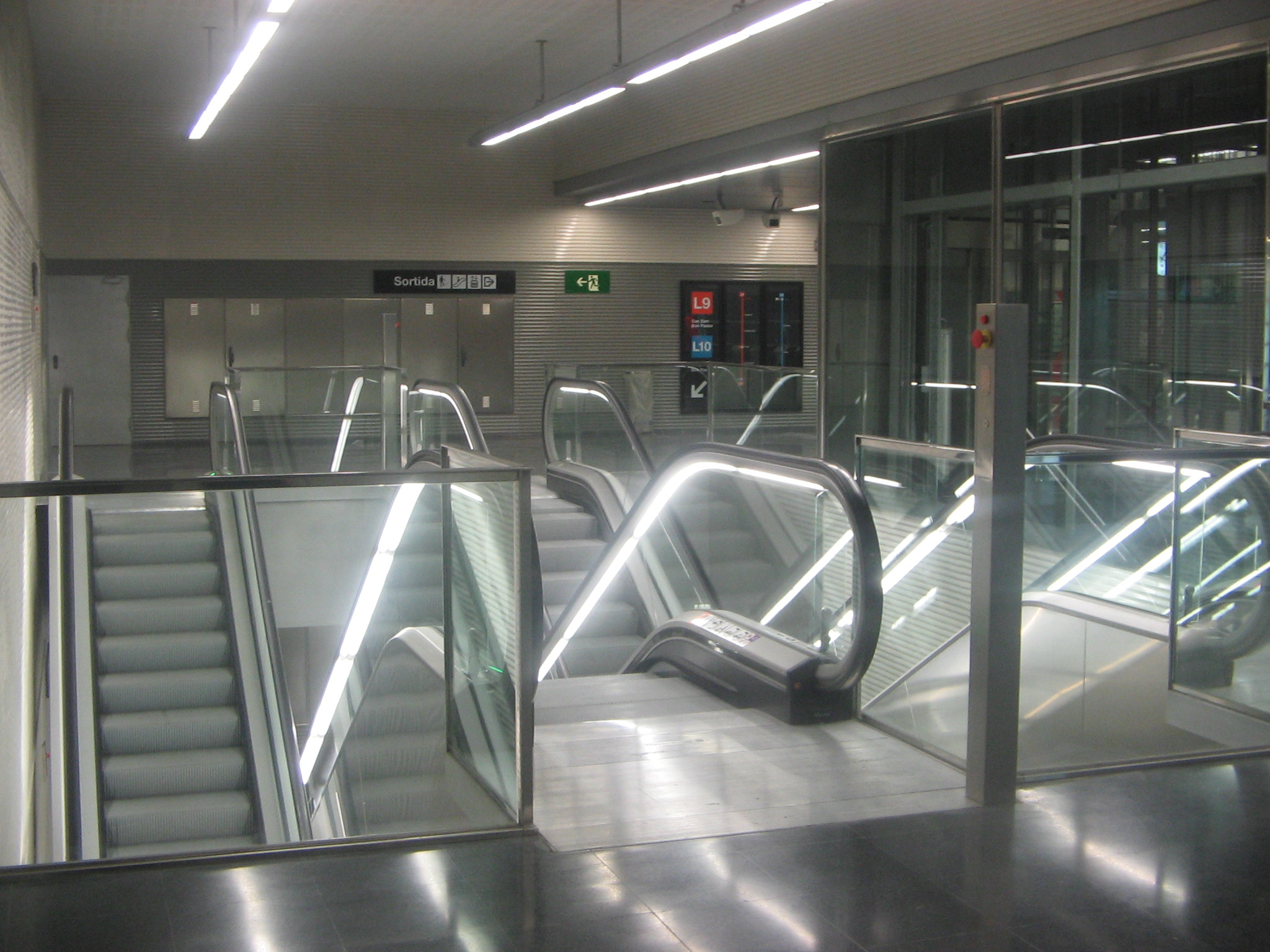
Escales mecàniques al vestíbul de l'estació.
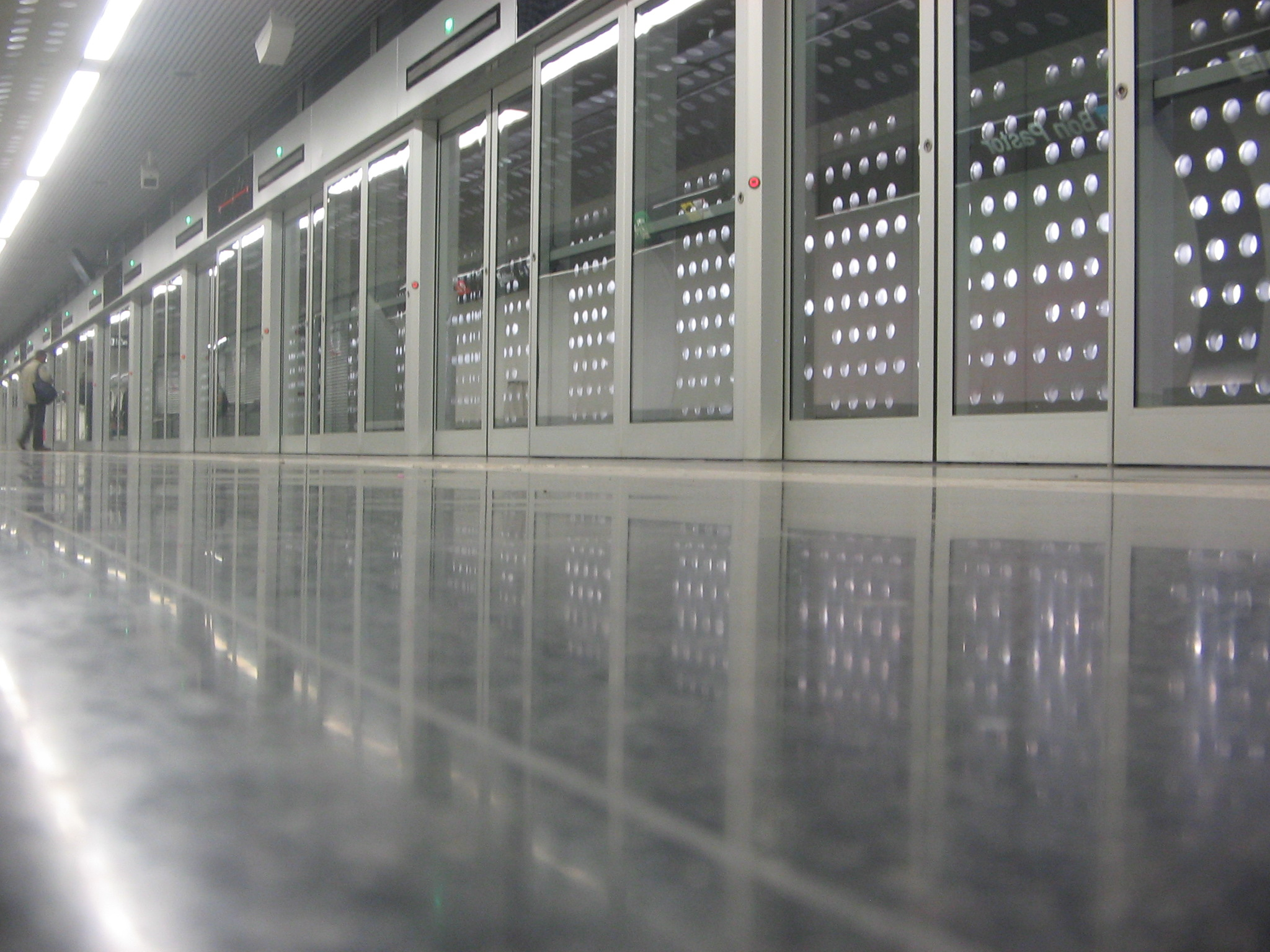
Andana direcció Can Zam/Gorg.